# Fatu Huku
Fatu Huku est une petite île inhabitée du groupe sud de l'archipel des Marquises, en Polynésie française.

## Géographie

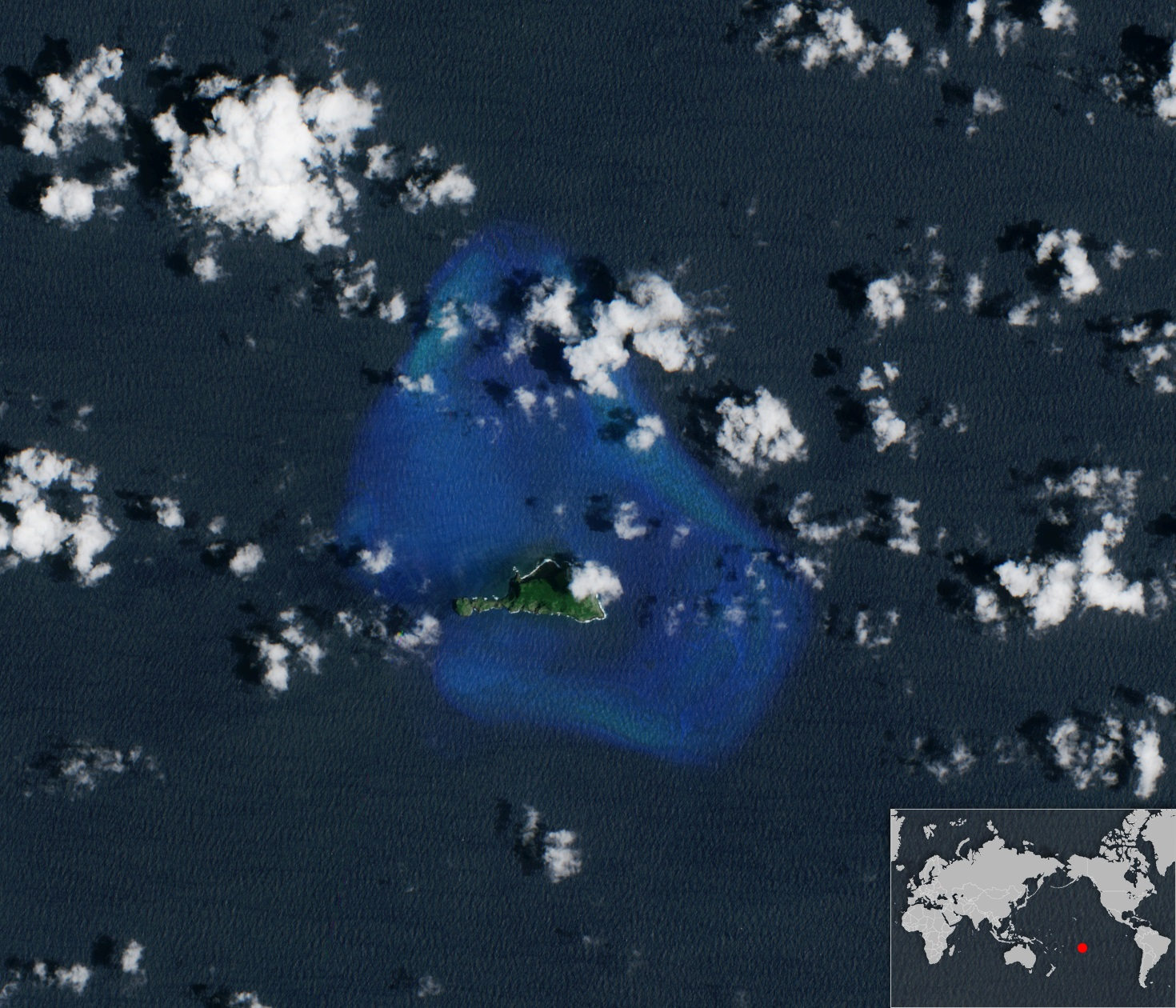
Fatu Huku vue depuis l'espace en 2016. On voit clairement la forme de l'île submergée et l'anneau de corail.

Elle se trouve à trente kilomètres au nord de l'île de Hiva Oa, et à plus de quatre-vingt kilomètres au sud-est de Ua Huka.
Administrativement, l'île est cogérée par la commune de Hiva Oa et par le Haut-commissariat de la République en Polynésie française, dont le siège est à Papeete, sur l'île de Tahiti. Elle est inhabitée.

## Géologie
Fatu Huku est âgée d'environ 2,5 millions d'années. Elle se compose principalement de hautes falaises abruptes, soutenant un haut plateau qui culmine à 361 m. Elle ne possède pas de plaine côtière, seulement deux petites plages rocheuses sur la côte nord.
D'une superficie actuelle de 1,3 km2, l'île est tout ce qui reste du sommet d'une île aujourd'hui engloutie par un phénomène de subsidence. Il s'agissait d'un atoll surélevé comme le prouve la présence de récifs coralliens sur le plateau. L'ancienne lagune comblée forme aujourd'hui une dépression peu profonde à peine détectable, envahie par la végétation dense du plateau. L'île est aussi considérée comme étant un presqu'atoll.
Un nouvel anneau corallien s'est formé par la suite sur trois bords de l'île submergée, à quelque distance de l'îlot actuel, mais qui n'atteint pas le niveau de la mer. On l'aperçoit sur les photographies satellites.

## Flore

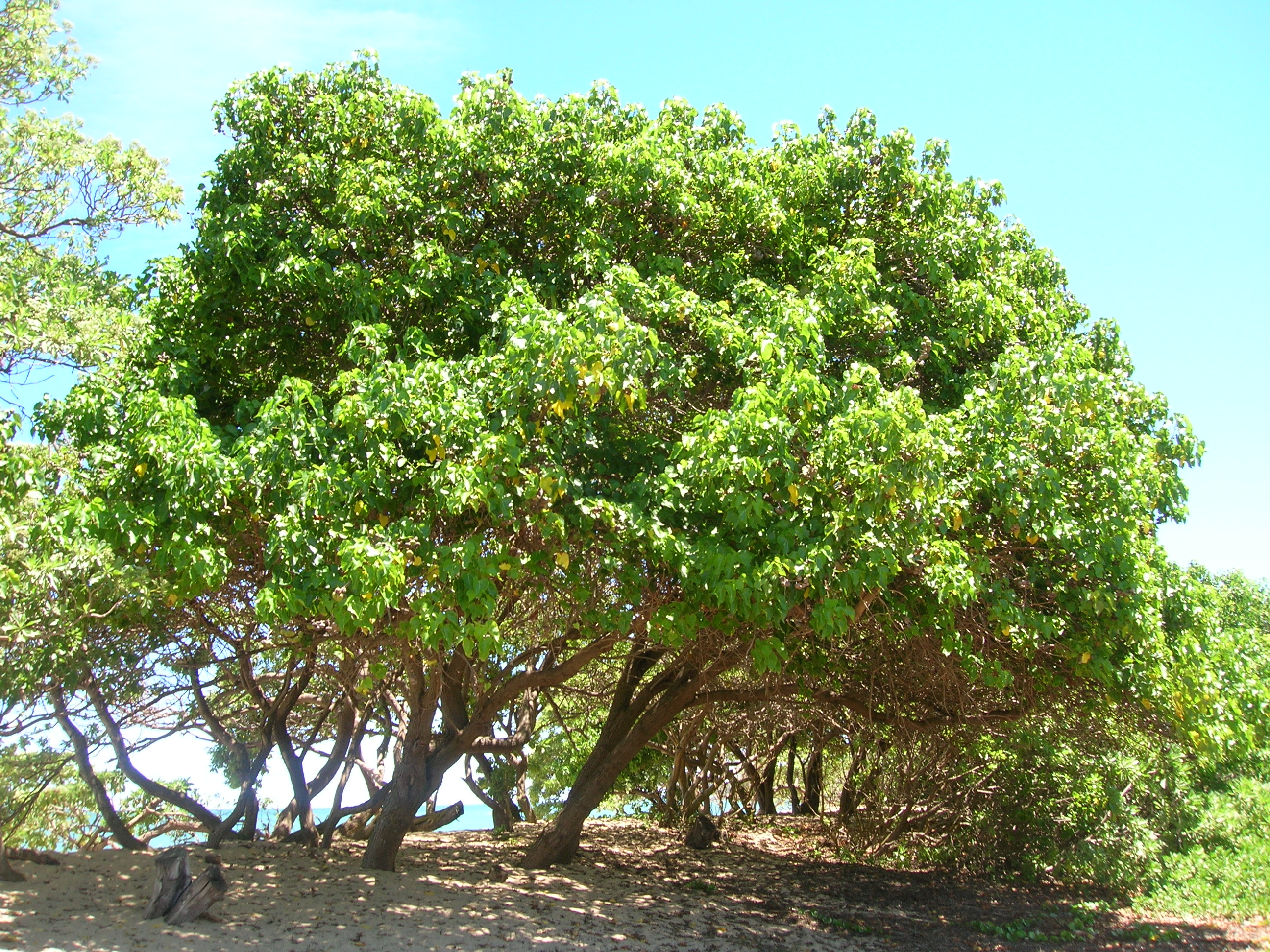
Bosquet de Thespesia populnea.

Le plateau est couvert par une variété indigène de Leptochloa xerophila, une graminée du genre Eragrostis. On trouve aussi des bosquets denses de Pisonia grandis et de Thespesia populnea, alternant avec quelques Sapindus saponaria.

## Faune
De nombreuses espèces d'oiseaux marins trouvent refuge à Fatu Huku, dont un grand nombre de frégates qui nichent dans les bosquets de pisonias. On trouve aussi la gallicolombe des Marquises, espèce endémique probablement répandue autrefois sur tout l'archipel, mais qui à cause de l'introduction de chats dans les principales îles ne se trouve plus aujourd'hui qu'à Fatu Huku, et en un peu plus grand nombre à Hatutu. Selon l'archéologue R. Linton, cet oiseau était sacré pour les anciens Marquisiens.

## Histoire
Fatu Huku n'a probablement jamais été habitée, hormis dans la légende : l'histoire du demi-dieu Takaòa ou Tanaòa, patron des pêcheurs, raconte qu'elle était autrefois verte et fertile, et ses habitants heureux. Mais l'Océan, jaloux, retourna l'île à l'envers. Ce récit explique ainsi l'existence de corail en altitude.
Toutefois, il existe des preuves archéologiques d'une utilisation temporaire, apparemment par des chasseurs d'oiseaux et des pêcheurs. D'anciens chemins mènent jusqu'à la falaise, et à certains endroits des terrasses ont été taillées dans la roche. À d'autres emplacements notables, les Marquisiens ont érigé des plates-formes, probablement utilisées dans des cérémonies sacrificielles par les pêcheurs, avant l'arrivée des Européens.
Parmi ceux-ci, l'Espagnol Álvaro de Mendaña, découvreur du groupe sud des Marquises en 1595, semble l'avoir oubliée, et c'est l'explorateur britannique James Cook qui la découvrit en 1774. Il la nomma Hood Island, du nom du jeune aspirant de seize ans qui l'aperçut le premier, Alexander Hood.